# 初鹿野直美
初鹿野直美（はつかの なおみ）は日本のカンボジア研究者。

## 来歴
静岡県立沼津東高等学校から東京大学文科一類（後期）に入学。2001年 東京大学法学部第2類（公法コース）卒業。2003年 東京大学大学院新領域創成科学研究科環境学専攻国際開発協力コース修士課程修了。同年 日本貿易振興機構アジア経済研究所へ入所。2007年6月から2009年6月まではカンボジア王立法律経済大学客員研究員。2012年6月から2016年8月までは日本貿易振興機構バンコク事務所・バンコク研究センター研究員。

## 著作

### 共著
- （青山和佳（編者）、受田宏之（編者）、小林誉明（編者）、東方孝之、宮地隆廣）『開発援助がつくる社会生活 : 現場からのプロジェクト診断（第2版）』（大学教育出版、2017年12月）
- （青山和佳（編者）、受田宏之（編者）、小林誉明（編者）、東方孝之、宮地隆廣）『開発援助がつくる社会生活 : 現場からのプロジェクト診断』（大学教育出版、2010年5月）
- （天川直子（編者）、鈴木基義、工藤年博、石田暁恵、藤田麻衣、久保公二、San Thein）『後発ASEAN諸国の工業化：CLMV諸国の経験と展望』（アジア経済研究所、2006年9月）